# Ima Hogg
Ima Hogg (Mineola, 10 de julho de 1882 – Londres, 19 de agosto de 1975), conhecida como "A Primeira Dama do Texas", foi uma líder da sociedade americana, filantropa, patrona e colecionadora de artes, além de uma das mulheres mais respeitadas do Texas durante o século XX. Hogg era uma ávida colecionadora de arte e possuía obras de Picasso, Klee e Matisse, entre outros. Também doou centenas de obras de arte ao Museu de Belas-Artes de Houston e serviu em um comitê para planejar o Kennedy Center em Washington, D.C.. Uma colecionadora entusiasmada de antiguidades americanas antigas, também atuou em um comitê encarregado de localizar móveis históricos para a Casa Branca. Hogg restaurou e remodelou várias propriedades, incluindo a plantação de Varner e a Bayou Bend, que mais tarde doou para instituições históricas e de artes do Texas que mantêm as instalações e suas coleções hoje. Recebeu inúmeros prêmios e honrarias, incluindo o Prêmio Louise E. du Pont Crowninshield do National Trust for Historic Preservation, o Prêmio Santa Rita da Universidade do Texas e um doutorado honorário em belas artes da Southwestern University.
Hogg era filha de Sarah Ann "Sallie" Stinson e James Stephen "Big Jim" Hogg, mais tarde procurador geral e governador do estado. O primeiro nome de Ima Hogg foi retirado de The Fate of Marvin, um poema épico escrito por seu tio Thomas Hogg. Ela tentou minimizar seu nome incomum, assinando seu primeiro nome de forma ilegível e imprimindo seus artigos de papelaria com "I. Hogg" ou "Miss Hogg". Embora houvesse rumores de que Hogg tinha uma irmã chamada "Ura Hogg", ela tinha apenas irmãos. O pai de Hogg deixou o cargo em 1895 e, pouco depois, sua mãe foi diagnosticada com tuberculose. Quando Sarah morreu no final daquele ano, a irmã mais velha viúva de Jim Hogg mudou-se para Austin para cuidar dos filhos de Hogg. Entre 1899 e 1901, Hogg frequentou a Universidade do Texas em Austin. Ela então se mudou para Nova York para estudar piano e teoria musical por dois anos. Após a morte de seu pai em 1906, ela viajou para a Europa e passou dois anos estudando música com Xaver Scharwenka em Viena. Quando voltou ao Texas, estabeleceu e gerenciou a Orquestra Sinfônica de Houston e atuou como presidente da Symphony Society.
A descoberta de petróleo na plantação de algodão de sua família tornou Hogg muito rica e ela usou essa renda para beneficiar o povo do Texas. Em 1929, ela fundou o Houston Child Guidance Center, que fornece aconselhamento para crianças com problemas ou diagnósticos de saúde mental e suas famílias. Através da vontade de seu irmão, ela estabeleceu a Fundação Hogg para Saúde Mental na Universidade do Texas em Austin em 1940. Hogg concorreu com sucesso para um assento no Houston School Board em 1943, onde trabalhou para remover gênero e raça como critério para determinar salários e estabelecer programas de educação artística para estudantes negros. Hogg nunca se casou e morreu em 1975. A Fundação Ima Hogg foi a principal beneficiária de sua vontade e continua hoje seu trabalho filantrópico. Vários prêmios anuais foram estabelecidos em seu nome, honrando seus esforços para preservar a herança cultural no Texas.

## Nome
Após o nascimento de sua única filha, Jim Hogg escreveu a seu irmão: "Nosso cálice de alegria está transbordando! Temos uma filha de proporções finas e de aparência angelical como sempre a natureza graciosa favorece um homem e seu nome é Ima! " Ima Hogg não tinha nome do meio, o que era incomum para a época. Seu primeiro nome foi retirado do épico poema de Guerra Civil de seu tio Thomas Hogg, The Fate of Marvin, que contou com duas jovens chamadas Ima e Leila. De acordo com a biografia de Ima Hogg, de Virginia Bernhard, "há quem acredite que James Stephen Hogg ... nomeou sua única filha, Ima Hogg, para atrair a atenção dos eleitores do Texas" em um ano em que ele enfrentava uma disputa acirrada promotor do sétimo distrito do Texas, que ele venceu. Como alternativa, a correspondência de Jim Hogg indica que ele pode não ter consciência do efeito combinado dos nomes e sobrenomes de sua filha.
Ima Hogg contou mais tarde que "meu avô Stinson morava a 24 km de Mineola e as notícias viajavam devagar. Quando soube do nome de sua neta, veio à cidade o mais rápido que pôde para protestar, mas era tarde demais. O batismo tinha acontecido, e eu deveria permanecer ". Durante a infância, o irmão mais velho de Hogg, William, voltava da escola com o nariz ensanguentado, resultado de defender, como mais tarde ela lembrou, "meu bom nome". Ao longo de sua idade adulta, Hogg assinou seu nome em um rabisco que deixou seu primeiro nome ilegível. Seu papel de carta pessoal costumava ser impresso "Miss Hogg" ou "I. Hogg", e muitas vezes ela fazia seu pedido de papelaria em nome da secretária para evitar perguntas. Hogg não usou um apelido até vários meses antes de sua morte, quando começou a se chamar "Imogene". Seu último passaporte foi emitido para "Ima Imogene Hogg".
Ao contrário da crença popular, Ima não tinha uma irmã chamada Ura. A lenda do Texas insiste que, quando Jim Hogg concorreu à reeleição como governador do Texas em 1892, ele frequentemente viajava com Ima e um amigo dela e os apresentou como suas filhas Ima e Ura. Ima Hogg sustentou ao longo de sua vida que isso nunca aconteceu. Ela era frequentemente forçada a dissipar o mito. Centenas de pessoas escreveram suas cartas perguntando se o nome dela era real e se ela realmente tinha uma irmã chamada Ura. O Kansas City Star até inventou outra irmã: Hoosa.
No início dos anos 30, Hogg trabalhou em uma coleção dos papéis e discursos de seu pai com seu biógrafo, o historiador Robert C. Cotner. Ela se tornou guardiã do lugar dele na história, escrevendo frequentemente para esclarecer ou refutar artigos publicados sobre o pai. De acordo com Bernhard, "o fato de Ima ter sido carregada com um nome que exigia uma vida inteira de explicações também a deixou ansiosa para defender seu pai de todos os detratores. Ao fazer isso, ela se defendeu também, e o fez com habilidade considerável e polidez infalível."
Ima Hogg tem sido a fonte de piadas, listas e concursos de "nome infeliz" ou "pior nome de bebê", incluindo a tradição incorreta de que Jim Hogg havia nomeado suas duas filhas "Ima Hogg" e "Ura Hogg". Nomes infelizes semelhantes de bebês, de acordo com os registros do Censo dos Estados Unidos, incluem Ima Pigg, Ima Muskrat, Ima Nut, Ima Hooker, Ima Weiner, Ima Reck, Ima Pain e Ima Butt.

## Descrição e disposição
David Warren, o primeiro curador de Bayou Bend, disse que Hogg era "pequeno, delicado e feminino - e inteligente e inteligente e experiente - tudo em um". Seu biógrafo Bernhard a descreveu como "vestida com elegância e estilo", com 5 pés e 2 polegadas (157 cm) de altura e pele clara, "independente e autoconfiante" e observou que ela poderia "adoçar seu solteirão mindedness com camadas de charme ". Aos 81 anos, ela foi descrita pelo The New York Times como uma "loira morango de olhos azuis".
Certa manhã em 1914, Hogg foi acordada por um ladrão em seu quarto. Ela confrontou o homem, que estava tentando roubar suas joias, e não apenas o convenceu a devolver as joias, mas "escreveu um nome e endereço, entregou a ele e disse-lhe para ir lá naquele mesmo dia para conseguir um emprego". Quando questionado por que ela fez isso, Hogg respondeu: "Ele não parecia um homem mau". Mais tarde naquele ano, ela viajou para a Alemanha, sozinha. Enquanto ela estava a caminho, o arquiduque Franz Ferdinand da Áustria foi assassinado e, um dia antes de sua chegada, a Grã-Bretanha declarou guerra à Alemanha. Os Estados Unidos ainda eram neutros, entretanto, então Hogg continuou sua turnê pela Europa, não partindo até vários meses depois.
Embora Bernard descreva Hogg como uma mulher de "educação infalível", o biógrafo sugere que o filantropo não estava sem adversários. Por exemplo, em um concerto organizado pela Houston Symphony para seu 90º aniversário com o pianista Arthur Rubinstein, ele a caracterizou como uma "velha cansativa". Hogg, por sua vez, considerava o músico "um velho pomposo". Em contraste, Hogg disse de Vladimir Horowitz, a quem ela conheceu nos bastidores em um show de 1975 em Houston, "um homem tão bom. Nem um pouco assim, Sr. Rubinstein".
Hogg era um benfeitor generoso e acreditava que "o dinheiro herdado era um fundo público". Ela foi descrita pela Universidade de Houston como "compassiva por natureza", "progressista em perspectiva", "preocupada com o bem-estar de todos os texanos", "defensora zelosa dos cuidados de saúde mental" e "comprometida com a educação pública". Hogg foi um democrata ao longo da vida.

## Morte
Hogg morreu em 19 de agosto de 1975, aos 93 anos, de um ataque cardíaco resultante de ateroma. Ela estava de férias em Londres na época, mas caiu quando estava entrando em um táxi e morreu alguns dias depois em um hospital. Um relatório de autópsia revelou que sua morte não estava relacionada ao outono anterior. Ao receber notícias de sua morte, a Universidade do Texas declarou dois dias de luto e arvorou a bandeira com meia equipe.
No momento de sua morte, Hogg sua empregada pessoal, Gertrude Vaughn, contava 56 anos de serviços prestados a ela, e seu mordomo-motorista, Lucious Broadnax, contava mais de 40 anos. Foi enterrada ao lado de sua família no cemitério de Oakwood, em Austin. O trabalho de Hogg vive através da Fundação Ima Hogg, que ela fundou em 1964 e que foi a principal beneficiária de seu testamento. Hogg nunca se casou. Seu biógrafo Bernhard relata que Hogg disse a uma amigo que "ela havia recebido mais de 30 propostas de casamento, mas 'não aceitaria nenhuma'".